# Cytheroma
Cytheroma is een geslacht van kreeftachtigen uit de klasse van de Ostracoda (mosselkreeftjes).

## Soorten
- Cytheroma aphanes Whatley, Jones & Wouters, 2000
- Cytheroma araukanensis Hartmann, 1962
- Cytheroma dimorpha Hartmann, 1964
- Cytheroma eximius (Hao, 1988)
- Cytheroma hanaii Yajima, 1978
- Cytheroma karadagiensis Dubowsky, 1939
- Cytheroma latiantennata Elofson, 1938
- Cytheroma marinovi Schornikov, 1969
- Cytheroma ruggierii Ciampo, 1976 †
- Cytheroma shoangwenlini Hu & Tao, 2008
- Cytheroma variabilis Mueller, 1894
- Cytheroma yueri Hu & Tao, 2008